# Virslīga 2024
La Virslīga 2024 fue la edición número 33 de la Virslīga, la primera división del fútbol de Letonia, también llamada División Superior de Letonia. La temporada comenzó el 8 de marzo y terminó el 10 de noviembre. El RFS es el campeón defensor de la competencia.

## Sistema de competición
Los diez equipos participantes jugaron entre sí todos contra todos cuatro veces totalizando 36 partidos cada uno, al término de la jornada 36 el primer clasificado obtuvo un cupo para la primera ronda de la Liga de Campeones 2025-26, mientras que el segundo y tercer clasificado consiguieron un cupo para la primera ronda de la Liga Conferencia 2025-26.
Un tercer cupo para la segunda ronda de la Liga Conferencia 2025-26 fue asignado al campeón de la Copa de Letonia.

## Ascensos y descensos
| Pos. | Descendidos de Virslīga 2023 |
| ---- | ---------------------------- |
| 10.º | Super Nova                   |

| Pos. | Ascendidos de Primera Liga 2023 |
| ---- | ------------------------------- |
| 1.º  | Grobiņas                        |

## Equipos participantes
| Club       | Ciudad     | Estadio                     | Capacidad |
| ---------- | ---------- | --------------------------- | --------- |
| Auda       | Kekava     | Audas stadions              | 520       |
| Daugavpils | Daugavpils | Celtnieks Stadium           | 4070      |
| Grobiņas   | Grobiņa    | Grobiņa Stadium             | 200       |
| Jelgava    | Jelgava    | Zemgales Olimpiskais Centrs | 2200      |
| Liepāja    | Liepāja    | Daugava Stadium             | 5008      |
| Metta      | Riga       | Hanzas vidusskolas laukums  | 2000      |
| Riga       | Riga       | Skonto Stadium              | 8207      |
| RFS        | Riga       | Stadions Arkādija           | 1000      |
| Tukums     | Tukums     | Tukuma pilsētas stadions    | ?         |
| Valmieras  | Valmiera   | J. Daliņa stadions          | 2000      |

## Tabla de posiciones
| Pos. | Equipo       | Pts. | PJ | G  | E | P  | GF  | GC | Dif. | Clasificación 2025-26                   |
| ---- | ------------ | ---- | -- | -- | - | -- | --- | -- | ---- | --------------------------------------- |
| 1    | RFS (C)      | 90   | 36 | 29 | 3 | 4  | 103 | 25 | +78  | Primera ronda de la Liga de Campeones   |
| 2    | Riga         | 87   | 36 | 27 | 6 | 3  | 99  | 23 | +76  | Segunda ronda de la Liga Conferencia    |
| 3    | Auda         | 60   | 36 | 18 | 6 | 12 | 63  | 34 | +29  | Primera ronda de la Liga Conferencia    |
| 4    | Valmiera (D) | 55   | 36 | 19 | 7 | 10 | 75  | 39 | +36  | Descenso a Primera Liga de Letonia 2025 |
| 5    | Daugavpils   | 42   | 36 | 11 | 9 | 16 | 43  | 60 | −17  | Primera ronda de la Liga Conferencia    |
| 6    | Liepāja      | 39   | 36 | 10 | 9 | 17 | 37  | 56 | −19  |                                         |
| 7    | Metta        | 36   | 36 | 10 | 6 | 20 | 34  | 76 | −42  |                                         |
| 8    | Tukums       | 35   | 36 | 9  | 8 | 19 | 38  | 81 | −43  |                                         |
| 9    | Grobiņas (O) | 29   | 36 | 8  | 5 | 23 | 34  | 78 | −44  | Play-offs de promoción de categoría     |
| 10   | Jelgava      | 25   | 36 | 6  | 7 | 23 | 28  | 82 | −54  |                                         |

Actualizado a los partidos jugados el 10 de noviembre de 2024.
 Fuente: Soccerway
Criterios de clasificación: Puntos · Enfrentamientos directos · Diferencia de goles · Goles a favor · Puntos fair-play · Play-off.
Notas:
1. ↑  Dado que el ganador de la Copa de Letonia (RFS) se clasificó como campeón de la Virslīga 2024 a la primera ronda de la Liga de Campeones de Europa, la plaza letona en la Segunda ronda de la Liga Europa Conferencia pasó al segundo clasificado de la Virslīga 2024, mientras que la segunda plaza en la primera ronda de la Conference League pasó al cuarto lugar de la Virslīga.
2. ↑  En abril del 2024 Valmiera fue penalizado con tres puntos menos por incumplimiento de deuda con un antiguo jugador y varios empleados del club.[3] En octubre la sanción se incrementó hasta los nueve puntos debido a infracciones en su licencia. El equipo también recibió una sanción adicional de 25 puntos negativos.[4] Al final de la temporada Valmiera descendió al serle negada la licencia para la siguiente temporada, en su lugar se repescó al Jelgava, que originalmente había descendido.

## Resultados
| Local \ Visitante | AUD | DAU | GRO | JEL | LIE | MLU | RIG | RFS | TUK | VAL |
| ----------------- | --- | --- | --- | --- | --- | --- | --- | --- | --- | --- |
| FK Auda           |     | 1–0 | 2–2 | 0–1 | 1–1 | 4–0 | 1–2 | 1–2 | 2–0 | 3–1 |
| Daugavpils        | 0–3 |     | 2–0 | 1–0 | 0–0 | 4–0 | 0–2 | 1–1 | 3–1 | 1–6 |
| Grobiņas          | 1–1 | 1–3 |     | 4–2 | 3–2 | 3–0 | 0–1 | 0–4 | 2–1 | 0–2 |
| Jelgava           | 0–0 | 0–0 | 2–1 |     | 1–1 | 0–1 | 1–5 | 1–2 | 2–3 | 0–3 |
| Liepāja           | 1–0 | 1–1 | 3–0 | 0–1 |     | 1–2 | 1–1 | 0–3 | 0–2 | 0–3 |
| Metta             | 1–3 | 0–1 | 1–1 | 3–0 | 2–0 |     | 1–2 | 0–6 | 1–1 | 0–2 |
| Riga              | 1–0 | 2–0 | 2–0 | 2–0 | 4–0 | 5–0 |     | 1–2 | 3–0 | 1–1 |
| RFS               | 2–1 | 5–0 | 5–0 | 5–1 | 4–1 | 2–0 | 2–2 |     | 5–0 | 0–1 |
| Tukums 2000       | 1–4 | 1–4 | 2–0 | 2–1 | 0–0 | 0–0 | 2–1 | 0–1 |     | 1–2 |
| Valmiera          | 2–1 | 0–1 | 1–1 | 4–0 | 0–1 | 1–1 | 2–1 | 2–0 | 6–1 |     |

| Local \ Visitante | AUD | DAU | GRO | JEL | LIE | MLU | RIG | RFS | TUK  | VAL |
| ----------------- | --- | --- | --- | --- | --- | --- | --- | --- | ---- | --- |
| FK Auda           |     | 1–0 | 0–1 | 3–0 | 2–0 | 5–0 | 2–2 | 1–3 | 1–1  | 0–1 |
| Daugavpils        | 1–2 |     | 4–0 | 3–0 | 0–2 | 1–1 | 1–4 | 0–3 | 0–0  | 3–3 |
| Grobiņas          | 0–2 | 3–0 |     | 2–3 | 1–3 | 1–2 | 0–6 | 0–2 | 2–1  | 1–4 |
| Jelgava           | 1–3 | 0–0 | 2–0 |     | 2–2 | 1–0 | 0–2 | 0–2 | 0–0  | 0–4 |
| Liepāja           | 2–1 | 3–3 | 0–1 | 3–0 |     | 1–5 | 0–3 | 1–3 | 3–1  | 0–0 |
| Metta             | 0–4 | 3–2 | 2–1 | 2–0 | 1–2 |     | 2–4 | 1–2 | 0–0  | 0–4 |
| Riga              | 1–0 | 5–0 | 6–1 | 6–1 | 1–0 | 4–0 |     | 0–0 | 10–1 | 1–0 |
| RFS               | 1–2 | 1–0 | 3–0 | 7–0 | 2–0 | 5–1 | 1–2 |     | 4–1  | 4–1 |
| Tukums 2000       | 0–3 | 1–2 | 2–1 | 3–3 | 2–1 | 0–1 | 0–5 | 1–4 |      | 3–2 |
| Valmiera          | 2–3 | 4–1 | 0–0 | 3–2 | 0–1 | 3–0 | 2–2 | 1–2 | 2–3  |     |

## Play-off por la permanencia
| 20 de noviembre de 2024 | Grobiņas                               | 2:3 (2:3) | Alberts                                                     | Grobiņa Stadium, Grobiņa        |                                 |
| 13:00 (UTC+2)           | Zakaria Sdaigui 15' · Denys Halata 20' | Reporte   | Dāvis Indrāns 16' · Matīss Zēģele 40' · Krišs Andersons 43' | Árbitro(s): Vasilijs Mordatenko | Árbitro(s): Vasilijs Mordatenko |

| 23 de noviembre de 2024                                        | Alberts | 0:2 (0:2) (Global 3:4) | Grobiņas                | RTU stadions, Riga              |                                 |
| 12:00 (UTC+2)                                                  |         | Reporte                | Rodrigo Gaučis 35', 41' | Árbitro(s): Aleksandrs Golubevs | Árbitro(s): Aleksandrs Golubevs |
| Grobiņas permanece en la Virslīga y Alberts en la Primera Liga |         |                        |                         |                                 |                                 |

## Máximos goleadores
- Actualizado el 10 de noviembre de 2024[5]

| Pos. | Jugador           | Club     | Goles |
| ---- | ----------------- | -------- | ----- |
| 1    | Reginaldo Ramires | Auda     | 24    |
| 2    | Alioune Ndoye     | Valmiera | 21    |
| 3    | Marko Regža       | Riga     | 18    |
| 4    | Jānis Ikaunieks   | RFS      | 16    |
| 5    | Abdulrahman Taiwo | Auda     | 13    |